# Campeonato mundial Sub 20 de hockey patines masculino de 2009
El IV Campeonato mundial Sub 20 de hockey sobre patines masculino se celebró en Italia en 2009, con la participación de diecisiete Selecciones nacionales masculinas de hockey patines de categoría Junior, es decir, compuestas exclusivamente por jugadores menores de veinte años, todas ellas participantes por libre inscripción. Todos los partidos se disputaron en el PalaBassano de la localidad de Bassano del Grappa.

## Clasificación final
| Posición | Equipo         |
| -------- | -------------- |
| 1        | España         |
| 2        | Portugal       |
| 3        | Chile          |
| 4        | Italia         |
| 5        | Alemania       |
| 6        | Argentina      |
| 7        | Francia        |
| 8        | Suiza          |
| 9        | Colombia       |
| 10       | Angola         |
| 11       | Inglaterra     |
| 12       | Estados Unidos |
| 13       | Uruguay        |
| 14       | Países Bajos   |
| 15       | Sudáfrica      |
| 16       | India          |
| 17       | Australia      |

| Predecesor: Campeonato Mundial Sub 20 2007 | Campeonato mundial Sub 20 de hockey patines 2009 | Sucesor: Campeonato Mundial Sub 20 2011 |

- Datos: Q498446